# PRIDE GRANDPRIX 2005 開幕戦
PRIDE GRANDPRIX 2005 開幕戦（プライドグランプリにせんご かいまくせん）は、日本の総合格闘技イベント「PRIDE」の大会の一つ。2005年（平成17年）4月23日、大阪府大阪市の大阪ドームで開催された。海外PPVでの大会名は、「PRIDE Total Elimination 2005」。
本大会ではミドル級グランプリの1回戦全8試合が行われた。

## 大会概要
ミドル級グランプリ1回戦では、中村和裕、ヒカルド・アローナ、イゴール・ボブチャンチン、アリスター・オーフレイム、アントニオ・ホジェリオ・ノゲイラ、桜庭和志、マウリシオ・ショーグン、ヴァンダレイ・シウバの8名が2回戦進出を決めた。
アリスター・オーフレイムがUFC代表のビクトー・ベウフォートをフロントチョークで破った。優勝候補と言われたダン・ヘンダーソンはアントニオ・ホジェリオ・ノゲイラに腕ひしぎ十字固めで敗れた。20日前のラストワントーナメントを制したディーン・リスターは、ヒカルド・アローナに判定負け。マウリシオ・ショーグンは前ミドル級グランプリ準優勝者のクイントン・"ランペイジ"・ジャクソンと対戦し、サッカーボールキックでTKO勝利を挙げた。
PRIDE GRANDPRIX 2003 決勝戦以来の再戦となるメインイベントでは、ヴァンダレイ・シウバが吉田秀彦を判定で破った。

## 試合結果
第1試合 PRIDE GRANDPRIX 2005 1回戦 1R10分、2・3R5分
○  中村和裕 vs.  ケビン・ランデルマン ×
3R終了 判定3-0
※中村が2回戦進出
第2試合 PRIDE GRANDPRIX 2005 1回戦 1R10分、2・3R5分
○  ヒカルド・アローナ vs.  ディーン・リスター ×
3R終了 判定3-0
※アローナが2回戦進出
第3試合 PRIDE GRANDPRIX 2005 1回戦 1R10分、2・3R5分
○  イゴール・ボブチャンチン vs.  近藤有己 ×
3R終了 判定3-0
※ボブチャンチンが2回戦進出
第4試合 PRIDE GRANDPRIX 2005 1回戦 1R10分、2・3R5分
○  アリスター・オーフレイム vs.  ビクトー・ベウフォート ×
1R 9:36 フロントチョーク
※オーフレイムが2回戦進出
第5試合 PRIDE GRANDPRIX 2005 1回戦 1R10分、2・3R5分
○  アントニオ・ホジェリオ・ノゲイラ vs.  ダン・ヘンダーソン ×
1R 8:05 腕ひしぎ十字固め
※ノゲイラが2回戦進出
第6試合 PRIDE GRANDPRIX 2005 1回戦 1R10分、2・3R5分
○  桜庭和志 vs.  ユン・ドンシク ×
1R 0:38 TKO（レフェリーストップ：左フック→パウンド）
※桜庭が2回戦進出
第7試合 PRIDE GRANDPRIX 2005 1回戦 1R10分、2・3R5分
○  マウリシオ・ショーグン vs.  クイントン・"ランペイジ"・ジャクソン ×
1R 4:47 TKO（レフェリーストップ：サッカーボールキック）
※ショーグンが2回戦進出
第8試合 PRIDE GRANDPRIX 2005 1回戦 1R10分、2・3R5分
○  ヴァンダレイ・シウバ vs.  吉田秀彦 ×
3R終了 判定2-1
※シウバが2回戦進出